# Завод суперфосфату в Портленді
Завод суперфосфату в Портленді – колишнє хімічне виробництво на півдні Австралії. 
Завод ввела у дію у 1968-му компанія Cresco fertilizer, втім, вже у 1970 (за іншими даними – 1972) році його придбала Phosphate Co-Operative Company of Australia (мала ще один завод суперфосфату в Джилонзі та дослідно-виробничий центр у Ярравілі). В 1994-му вона була переменована на Pivot Limited, а у 2003-му об’єдналась з Incitec Fertilizer в компанію Incitec Pivot (у якій власникам Pivot дісталось 30% участі). 
Майданчик виробляв суперфосфат, який отримують обробкою фосфоритів сульфатною кислотою. Відомо, що в 1968 – 1969 фінансовому році для потреб заводу отримали через порт 120 тисяч тонн фосфоритів, сірки (використовується для виробництва сульфатної кислоти) та сульфату амонію. В 1972 – 1973 фінансовому році обсяг завезеної сировини збільшився до 200 тисяч тонн.
В якийсь момент завод у Портленді перейшов на зовнішні поставки сульфатної кислоти, які станом на початок 2000-х могли відбуватись з металургійного комплексу в Порт-Пірі, а пізніше здійснювались з цинкоплавильного заводу у Гобарті (відомо, що до них залучили переобладнане в 1995 році на хімовоз судно "Iron Sturt"). 
У випущеному в 2008 році проспекті Incitec Pivot зазначала річну потужність майданичку в Портленді на рівні 250 тисяч тонн суперфосфату. В той же час, у другій половині 2010-х повідомлялось, що завод продукує 180 тисяч тонн суперфосфату на рік.
В 2019-му Incitec Pivot припинила виробляти в Портленді суперфосфат, проте майданчик проодовжував використовуватись для прийому та дистрибуції добрив інших виробників.